# Puchar Pięciu Narodów 1930
Puchar Pięciu Narodów 1930 – szesnasta edycja Pucharu Pięciu Narodów, corocznego turnieju w rugby union rozgrywanego pomiędzy pięcioma najlepszymi zespołami narodowymi półkuli północnej, która odbyła się pomiędzy 1 stycznia a 21 kwietnia 1930 roku. Wliczając turnieje w poprzedniej formie, od czasów Home Nations Championship, była to czterdziesta trzecia edycja tych zawodów. W turnieju zwyciężyła Anglia.
Zgodnie z ówczesnymi zasadami punktowania dropgol był warty cztery punkty, podwyższenie dwa, natomiast przyłożenie i pozostałe kopy trzy punkty.

## Mecze
| 1 stycznia 1930 | Francja                       | 7:3(3:3) | Szkocja       | Stade Olympique Yves-du-Manoir, Colombes Widzów: 45 000 Sędzia: David Helliwell |
| 1 stycznia 1930 | Bioussa 3 (P) Magnanou 4 (dg) | 7:3(3:3) | Simmers 3 (P) | Stade Olympique Yves-du-Manoir, Colombes Widzów: 45 000 Sędzia: David Helliwell |

| 18 stycznia 1930 | Walia              | 3:11(0:3) | Anglia                       | Cardiff Arms Park, Cardiff Sędzia: Rupert Jeffares |
| 18 stycznia 1930 | Jones-Davies 3 (P) | 3:11(0:3) | Reeve 6 (2P) Black 5 (pd, K) | Cardiff Arms Park, Cardiff Sędzia: Rupert Jeffares |

| 25 stycznia 1930 | Irlandia                    | 0:5 | Francja | Ravenhill Stadium, Belfast Widzów: 25 000 Sędzia: Barry Cumberlege |
| 25 stycznia 1930 | Samatan 3 (P) Ambert 2 (pd) | 0:5 |         | Ravenhill Stadium, Belfast Widzów: 25 000 Sędzia: Barry Cumberlege |

| 1 lutego 1930 | Szkocja                                     | 12:9(8:9) | Walia                              | Murrayfield Stadium, Edynburg Widzów: 60 000 Sędzia: James Wheeler |
| 1 lutego 1930 | Simmers 6 (2P) Waters 2 (pd) Waddell 4 (dg) | 12:9(8:9) | I. Jones 2 (pd) G. Jones 7 (P, dg) | Murrayfield Stadium, Edynburg Widzów: 60 000 Sędzia: James Wheeler |

| 8 lutego 1930 | Irlandia      | 4:3(0:3) | Anglia      | Lansdowne Road, Dublin Sędzia: Albert Freethy |
| 8 lutego 1930 | Murray 4 (dg) | 4:3(0:3) | Novis 3 (P) | Lansdowne Road, Dublin Sędzia: Albert Freethy |

| 22 lutego 1930 | Anglia                                              | 11:5(6:5) | Francja                   | Twickenham Stadium, Londyn Widzów: 70 000 Sędzia: Albert Freethy |
| 22 lutego 1930 | Periton 3 (P) Reeve 3 (P) Robson 3 (P) Black 2 (pd) | 11:5(6:5) | Serin 3 (P) Ambert 2 (pd) | Twickenham Stadium, Londyn Widzów: 70 000 Sędzia: Albert Freethy |

| 22 lutego 1930 | Szkocja                                      | 11:14(3:11) | Irlandia                              | Murrayfield Stadium, Edynburg Sędzia: Barry Cumberlege |
| 22 lutego 1930 | Ford 3 (P) Macpherson 3 (P) Waters 5 (P, pd) | 11:14(3:11) | Crowe 3 (P) Davy 9 (3P) Murray 2 (pd) | Murrayfield Stadium, Edynburg Sędzia: Barry Cumberlege |

| 8 marca 1930 | Walia                                                           | 12:7(6:7) | Irlandia                 | St. Helens Ground, Swansea Widzów: 50 000 Sędzia: David Helliwell |
| 8 marca 1930 | Arthur 3 (P) Jones 3 (P) Peacock 3 (P) Skym 3 (P) Bassett 3 (K) | 12:7(6:7) | Davy 4 (dg) Murray 3 (K) | St. Helens Ground, Swansea Widzów: 50 000 Sędzia: David Helliwell |

| 15 marca 1930 | Anglia | 0:0 | Szkocja | Twickenham Stadium, Londyn Sędzia: Rupert Jeffares |
| 15 marca 1930 |        | 0:0 |         | Twickenham Stadium, Londyn Sędzia: Rupert Jeffares |

| 21 kwietnia 1930 | Francja                                        | 0:11(0:3) | Walia | Stade Olympique Yves-du-Manoir, Colombes Widzów: 50 000 Sędzia: David Helliwell |
| 21 kwietnia 1930 | Skym 3 (P) Powell 4 (dg) Stewart-Morgan 4 (dg) | 0:11(0:3) |       | Stade Olympique Yves-du-Manoir, Colombes Widzów: 50 000 Sędzia: David Helliwell |

## Inne nagrody
- Drewniana łyżka –  Szkocja (za zajęcie ostatniego miejsca w turnieju)